# Benz Velo

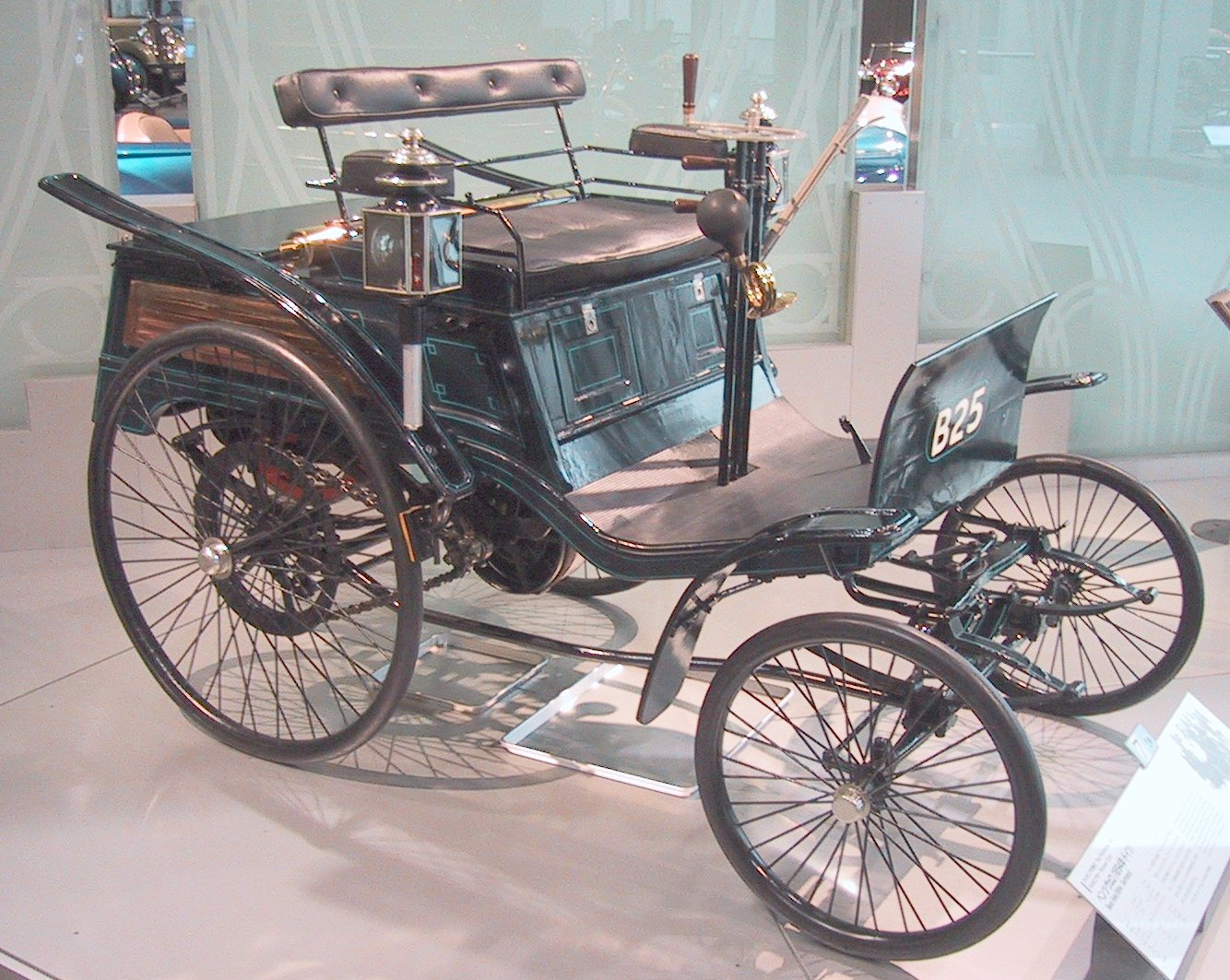
Un Benz Velo en el Museo del Automóvil de Toyota.

El Benz Patent-Motorwagen Velo (o Benz Velo para abreviar) fue uno de los primeros automóviles con motor de combustión. Karl Benz patentó el Benz Patent-Motorwagen de tres ruedas el 29 de enero de 1886, y fue producido desde ese año hasta 1893, siendo el primer automóvil disponible en el mercado. A este éxito inicial lo siguieron los modelos Benz Victoria en 1893 y Benz Velo en 1894. El Velo y el Duryea Motor Wagon, patentado en 1895, se acreditan como los primeros coches estandarizados.

## Mecánica
El primer Benz Velo estaba equipado con un motor de cilindro único en la parte trasera, de 1045 cc (1 L) y 1,5 HP, y alcanzaba una velocidad de 20 km/h. En 1897 la potencia creció hasta los 2,5 HP, en 1900 fue a 3 HP, y en 1901 los caballos subieron a 3,5 HP. También mejoró el rendimiento; la versión más potente lograba una velocidad máxima de 30 km/h.
En 1896 se ofreció el carburador de flotador y el encendido por batería. A partir de ese momento también disponía de una manivela para arrancar el motor.
Una caja de cambios de dos velocidades transmitía la potencia del motor a las ruedas traseras, y a partir de 1896 también se ofreció una tercera velocidad opcional y marcha atrás. Desde 1900 ambas fueron incluidas de serie.

## Producción
Fueron construidas 67 unidades del Benz Velo en 1894 y 134 en 1895. El Velo permaneció en producción hasta 1902, con un recuento final de más de 1200 coches fabricados.

## Competición
El Benz Velo participó en la primera carrera automovilística del mundo, la París-Rouen de 1894, en la que Émile Roger terminó en 14.ª posición, tras recorrer los 126 km en 10 horas 01 minutos a una velocidad media de 12,7 km/h.

## Réplicas
El Velo inspiró varias réplicas, incluyendo el Marshall (luego Belsize) en Manchester, el Star (Wolverhampton) y el Arnold (Paddock Wood, al final sólo fueron construidos doce coches).